# کیت موستو
کیت موستو (انگلیسی: Keith Musto؛ زادهٔ ۱۲ ژانویهٔ ۱۹۳۶) قایقران، و اهالی کسب‌وکار اهل بریتانیا است.